# Anna Campori
Anna Campori (Rome, 22 september 1917 – aldaar, 19 januari 2018) was een Italiaanse actrice.

## Levensloop en carrière
Campori maakte haar filmdebuut in de jaren 50 naast de legendarische acteur Totò. In 1958 speelde ze naast Alberto Sordi in Venezia, la luna e tu. 
Ze was sinds 1937 gehuwd met acteur Pietro de Vico (1911–1999). Ze werd honderd jaar oud.

## Filmografie (selectie)
- Venezia, la luna e tu, 1958
- Nel blu di pinto di blu, 1959